# Déraillement du métro de Moscou de 2014
Le déraillement du métro de Moscou de 2014 est un accident ferroviaire survenu le 15 juillet 2014 à 8 h 45 entre les stations Park Pobedy et Slavianski boulvar du métro de Moscou, sur la ligne Arbatsko-Pokrovskaïa. Les premières estimations font état de vingt-trois morts et de 217 blessés dont 47 grièvement. Le métro de Moscou est le deuxième métro le plus fréquenté au monde, après celui de Tokyo. Bien que le métro soit devenu une cible régulière, les autorités ne suspectent pas le terrorisme d'être la cause de cet accident.

## Contexte
Avec neuf millions de passagers par jour, le métro de Moscou est le deuxième métro le plus fréquenté au monde.
Il couvre 325,4 kilomètres de voies, et comprend plus de 194 stations. Bien qu'il bénéficie d'une bonne réputation pour son efficacité, le système souffre de plus en plus ces dernières années de sa mauvaise gestion, des coupes budgétaires, de la faible maintenance et de son vieillissement.

## Accident

Déraillement du métro de Moscou de 2014 (carte interactive)

L'enquête est toujours en cours. Selon les premiers rapports, l'accident a été causé par un problème d'alimentation[pas clair]. Les passagers de la rame ont décrit les voitures s'écrasant et se repliant les unes dans les autres, avec le plus de dégâts à l'avant du train. Le déraillement est survenu 300 mètres après la station Park Pobedy, près d'un aiguillage menant à un quai inutilisé de la ligne Kalininskaïa. Les trois premières voitures sont entrées en collision avec les murs du tunnel et sont sévèrement endommagées.
Vingt-et-une personnes ont été tuées dans l'accident et plus de cinquante restent dans un état jugé sérieux. Deux cents personnes ont été évacuées du métro, les blessés étaient soignés à proximité. Les premiers rapports faisaient état de vingt personnes restées sous terre, coincées dans l'une des voitures. Un porte-parole de la commission des transports a indiqué qu'à la mi-journée, tous les passagers ont été évacués des stations affectées,. Le travail des secouristes a été compliqué par la profondeur de la station Park Pobedy.
Cet accident est le plus mortel et le deuxième accident mortel dans l'histoire du métro de Moscou attribué à un problème technique, après l'accident d'escalator d'Aviamotornaya (en) en 1982.

## Enquête
Le représentant officiel du comité d'investigation de la fédération de Russie, Vladimir Markin, indique que l'enquête va porter sur de nombreuses causes possibles de l'accident. Toutes ces pistes sont techniques, aucune ne porte sur des liens avec des attentats terroristes. Il précise que pour ces accidents basés sur la technologie, une enquête sera menée.
Le 16 juillet, deux employés du métro de Moscou, Valéri Bachkatov et de son assistant Iouri Gordov, chargés de l'installation du système d'aiguillage en mai 2014 ont été interpellés pour « violation grave des normes de sécurité dans les transports ». Les enquêteurs s'intéressent également aux inspecteurs qui ont vérifié les voies en raison de possibles négligences, ainsi qu'au chef de la troisième section du métro et ses adjoints,  responsables de l'entretien de la ligne.

## Conséquences
Le 22 juillet 2014, le maire de Moscou, Sergueï Sobianine, annonce que le directeur du métro, Ivan Bessedine, est démis de ses fonctions. Il est remplacé par Dmitri Pegov qui occupait auparavant le poste de directeur des lignes à grande vitesse au sein de la Compagnie des chemins de fer russes. Ce dernier se voit fixer comme priorité la vérification des infrastructures.